# Willy Hameister
Willy Hameister (né Wilhelm Franz Hameister le 3 décembre 1889, mort le 13 février 1938 à Berlin) est un directeur de la photographie allemand.

## Biographie
Il fut notamment le directeur de la photographie du Cabinet du docteur Caligari de Robert Wiene.
Sous le Troisième Reich, il poursuivit son travail pour la UFA et collabora avec Leni Riefenstahl pour Les Dieux du stade.

## Filmographie partielle
- 1912 : In Nacht und Eis de Mime Misu
- 1920 : Genuine de Robert Wiene
- 1920 : Le Cabinet du docteur Caligari de Robert Wiene
- 1920 : Die Nacht der Königin Isabeau de Robert Wiene
- 1921 : Escalier de service de Paul Leni et Leopold Jessner
- 1922 : Pierre le Grand (Peter der Große) de Dimitri Buchowetzki
- 1923 : Der Mensch am Wege de William Dieterle

### Sources de la traduction
- (de) Cet article est partiellement ou en totalité issu de l’article de Wikipédia en allemand intitulé « Willy Hameister » (voir la liste des auteurs).